# إليجيرية حمراء الأزهار
إليجيرية حمراء الأزهار (الاسم العلمي:Illigera rhodantha) هي نوع من النباتات تتبع جنس الإليجيرية من فصيلة الهرنانديات.